# Unione Sportiva Basket Recanati 2015-2016
Questa voce raccoglie le informazioni riguardanti l'Unione Sportiva Basket Recanati nelle competizioni ufficiali della Stagione 2015-2016.

## Roster

### Staff tecnico e dirigenziale
- Allenatore: Andrea Zanchi (dalla 1ª alla 15ª), Giancarlo Sacco (dalla 17ª)
- Assistente: Alessandro Pozzetti (capo allenatore nella 16ª giornata)
- Preparatore Atletico: Mario Matricardi
- Medico: Daniele Massetti
- Medico: Daniele Massaccesi
- Fisioterapista: Marino Pelusi
- Ortopedico: Gabriele Caraffa

- Presidente: Giuseppe Pierini
- General Manager: Michele Paoletti
- Team Manager: Luca Sampaolo
- Responsabile Organizzativo: Mauro Zazzini
- Segretario: Giuliano Tridenti
- Responsabile sito Internet: Adriano Prosperi
- Responsabili statistiche: Raffaele Garofolo e Giorgio Pellegrini
- Responsabile Ufficio stampa: Giorgio Calvaresi

## Mercato
| Arrivi | Arrivi              | Arrivi                | Arrivi     |
| R      | Nome                | da                    | Modalità   |
| ------ | ------------------- | --------------------- | ---------- |
| G      | Salvatore Forte     | Fulgor Omegna         | definitivo |
| A      | Obinna Nwokoye      | Basket Martina Franca | definitivo |
| P      | Andrea Traini       | Azzurro Napoli        | definitivo |
| P      | Alessandro Procacci | Jesi Academy          | definitivo |
| A      | Daniele Bonessio    | Olimpia Matera        | definitivo |
| P      | Luca Amorese        | Pall. Roseto          | definitivo |
| A      | Giacomo Maspero     | Pall. Cantù           | definitivo |
| C      | Kenny Lawson        | Ironi Nahariya        | definitivo |
| A      | Mattia Lacchè       | Vigor Matelica        | definitivo |
| G      | Shane Gibson        | Idaho Stampede        | definitivo |

| Partenze | Partenze           | Partenze                | Partenze       |
| R        | Nome               | a                       | Modalità       |
| -------- | ------------------ | ----------------------- | -------------- |
| P        | Alessandro Zanelli | Fulgor Omegna           | fine contratto |
| G        | Matteo Clementoni  | CUS Milano              | fine contratto |
| G        | Andrea Gurini      | A.S.D. Tigers Basket    | prestito       |
| P        | Diego Terenzi      | Fulgor Omegna           | fine contratto |
| C        | Lorenzo Galmarini  | Fulgor Omegna           | fine contratto |
| G        | Federico Mordini   | Sutor Montegranaro      | prestito       |
| C        | Giacomo Eliantonio | Pallacanestro Falconara | fine contratto |
| A        | Isaiah Sykes       | Maccabi Hod HaSharon    | fine contratto |
| C        | William Mosley     | Latina Basket           | fine contratto |
| G        | Ousmane Gueye      | Jesi Academy            | fine contratto |